# Ghutschan
Ghutschan, in englischer Transkription Quchan (persisch قوچان) ist die Hauptstadt des Verwaltungsbezirk Ghutschan in der iranischen Provinz Razavi-Chorasan. 2016 hatte die Stadt ca. 102.000 Einwohner. Die Stadt liegt etwa 125 Kilometer nordwestlich der Provinzhauptstadt Mashhad im Nordosten des Irans.

## Bevölkerungsentwicklung
| Jahr | Einwohnerzahl |
| ---- | ------------- |
| 1996 | 085.750       |
| 2006 | 101.313       |
| 2011 | 103.760       |
| 2016 | 101.604       |

## Lage
Ghutschan liegt in der nordiranischen Provinz Razavi-Chorasan auf einer Höhe von 1149 Metern über dem Meeresspiegel. Die Stadt liegt südlich der Grenze zu Turkmenistan, Nahe der turkmenischen Hauptstadt Aşgabat. Die Stadt befindet sich in einer Erdbebenzone und erlebte bereits mehrere schwere Erdbeben.

## Klima
Das Klimaklassifizierungssystem von Köppen-Geiger klassifiziert das Klima als semiarides Klima (BSk).

## Geschichte
Am 20. Juni 1747 wurde Nader Shah in Ghutschan ermordet. Er wurde von 15 Verschwörern angegriffen und mit einem Schwert erstochen. Nader konnte zwei der Attentäter töten, bevor er starb.
Bei einem verheerenden Erdbeben im Jahr 1893 kamen in Ghutschan tausende Einwohner ums Leben. Nach einem weiteren Erdbeben 1895 musste die Stadt östlich des alten Stadtkerns neu aufgebaut werden.

## Wirtschaft
Die Stadt befindet sich in einer von der Landwirtschaft geprägten Region. In der Nähe der Stadt werden Getreide und Wein angebaut.

## Bildung
Die Quchan University of Advanced Technologies Engineering wurde im Jahre 2006 gegründet. In der Stadt befindet sich auch ein Ableger der Islamischen Azad-Universität.